# تروی موران
تروی موران (به انگلیسی: Trevi Moran) با نام سابق ترور موران (به انگلیسی: Trevor Moran) (زاده ۳۰ سپتامبر ۱۹۹۸) خوانندهُ ترانه‌سرا و یوتیوبر آمریکایی است.
او یک زن ترنس است.
او پس از شرکت در مسابقه ایکس فاکتور و در سال ۲۰۱۲ در حالی که ۱۳ سالش بود به شهرت رسید. در آوریل ۲۰۲۰ کانال یوتیوب موران از ۱٫۴ میلیون مشترک فراتر رفت.
در دسامبر ۲۰۱۷ او اعلام کرد که تحت شرایط روحی که خودش آن را «بحران هویت جنسی» می‌نامید قرار دارد و این سؤال را مطرح کرد که آیا ممکن است تراجنسیتی باشد.
در ۶ ژوئن ۲۰۲۰ موران رسماً به عنوان تراجنسیتی ظاهر شد. او دو ماه قبل روند انتقال پزشکی را آغاز کرده بود